# Desmodium platycarpum
Desmodium platycarpum är en ärtväxtart som beskrevs av George Bentham. Desmodium platycarpum ingår i släktet Desmodium och familjen ärtväxter. Inga underarter finns listade i Catalogue of Life.